# 日本電気航空宇宙システム
日本電気航空宇宙システム株式会社（にっぽんでんきこうくううちゅうシステム、英: NEC Aerospace Systems,Ltd.）は、NECグループのシステムインテグレーター（メーカー系）。東京都府中市に本社を置いている。防衛・航空、宇宙事業の各分野におけるシステム開発およびソフトウェア開発を行っている。

## 概要
NECグループにおける、宇宙、防衛及び航空分野のシステム開発、ソフトウェア開発の専門会社として位置づけられており、センサー、ネットワーク、リモートセンシングを始めとする専門技術を有している。

## 沿革
- 1981年 - 日本電気の100%出資会社として資本金5000万円で東京都港区に設立。
- 1984年 - 「ひまわり3号」ミッションサポートソフトウェア完成。アラブサット地上局出荷（NECグループ初の海外向け衛星運用システム）。
- 1985年 - 「さきがけ/すいせい」探査用ロケット・人工衛星の軌道・姿勢制御ソフトウェアの開発。
- 1987年 - 本社を新横浜に移転。海洋観測衛星MOS－Ｉ「もも-1号」運用ならびにMESSR画像処理ソフトウェア完成。
- 1990年 - 売上５０億円達成。放送衛星BS-3aの追跡管制システムのソフトウェア開発。
- 1995年 - 平成7年度防衛装備協会賞受賞。
- 1999年 - QMS（ISO9001）認証取得。
- 2000年 - 売上100億円達成。
- 2002年 - 本社を横浜市池辺町に移転。
- 2004年 - 神奈川労働局長賞受賞（ファミリーフレンドリー企業表彰）。
- 2005年 - 「すざく」「きらり」「あかり」連続打上げ成功に貢献。
- 2006年 - 国内最大の地球観測衛星「だいち」打上げ成功に貢献（国内外の防災観測に活躍）。
- 2007年 - 本社をNEC府中事業場内に移転。 アポロ計画以来最大規模の月周回衛星「かぐや」成功に貢献。
- 2008年 - EMS（ISO14001）認証取得。ISMS（ISO27001）認証取得。
- 2010年 - 小惑星探査機「はやぶさ」、世界初の小惑星由来の物質を回収、地球帰還成功に貢献。
- 2012年 - 宇宙・情報システム事業部がCMMIレベル3達成。防衛航空システム事業部がCMMIレベル3達成。宇宙防衛ソリューション事業部がCMMIレベル3達成。
- 2013年 - 陸上自衛隊向け野外通信システムの完成。
- 2015年 - 本社をNEC中河原技術センター内に移転。

## 事業内容

### 宇宙関連事業

#### 衛星系
- 人工衛星システム／サブシステム設計・解析（構造・熱制御・姿勢系、ミッション制御系等）
- 人工衛星搭載ソフトウェア
- 人工衛星搭載機器設計・解析
- 人工衛星運用設計・運用解析
- 人工衛星軌道設計・解析

#### 地上系
- 人工衛星追跡管制システム
- 人工衛星運用支援システム・運用支援
- 地上局運用管制システム
- リモートセンシングデータ処理システム

#### 利用系
- 地理情報データ処理システム

### 防衛関連事業
- レーダー情報処理システム
- 音響情報処理システム
- 指揮通信システム
- 計測システム
- 誘導制御システム

### 航空関連事業
- 管制情報処理システム
- 航空交通情報システム
- 衛星航法システム

## 事業所
- 本社 - 東京都府中市住吉町五丁目22-5（NEC中河原術センタ内）
- 札幌テクノセンター - 北海道札幌市北区北7条西四丁目5-1（伊藤110ビル内）
- 仙台テクノセンター - 宮城県仙台市青葉区一番町一丁目10-23（TM小田急ビル内）
- 福岡テクノセンター - 福岡県福岡市早良区百道浜二丁目4-1（NEC九州システムセンター内）